# Jour de feu
Jour de feu est un roman de René Barjavel, publié en 1957.

## Résumé

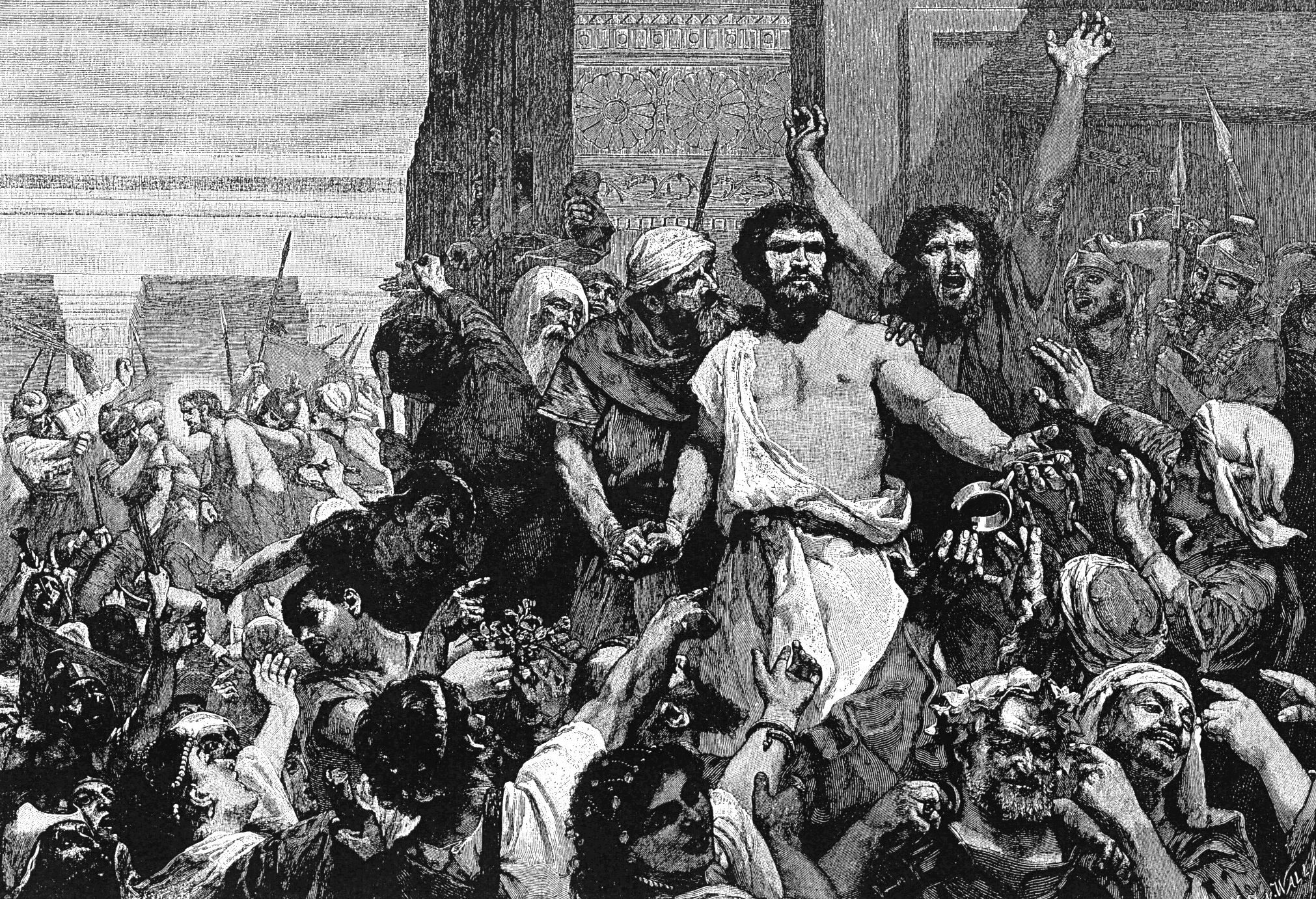
Donne-nous Barabbas ! Extrait de The Bible and its Story Taught by One Thousand Picture Lessons (1910).

En ce milieu du XXe siècle (époque du roman), un vagabond très âgé raconte une histoire à des enfants. Le 16 août, les habitants de Collioure, un port de pêche qui est aussi une petite cité balnéaire située dans les Pyrénées-Orientales, se préparent pour la fête du Roussillon qui accueillent des milliers de visiteurs. On y rencontre de vieilles Catalanes vêtues de noir et des Parisiennes en bikini. 
La veille du début de ce récit, un certain Barabbas et toute sa bande ont été arrêtés puis emprisonnés. Durant la nuit des gardes, aux ordres de Caïphe, ont également arrêté un certain Jésus. Les croix dressées sur la colline attendent les prisonniers. Judas boit un demi au café des sports de la ville. Pilate discute avec Caïphe afin de savoir lequel des deux hommes sera gracié. Un avion tourne sur la ville et laisse tomber des tracts demandant la libération de Barabbas,.
Comme il l'explique dans la préface, Barjavel voulait à l'origine faire de cette transposition un film, mais les conditions de tournage et les fonds empêchant, le projet n'a jamais abouti, il l'a retranscrit dans ce livre.

## Analyse
Jour de Feu est le sixième roman et l'un des moins connus de son auteur. Barjavel utilise une forme poétique pour retranscrire l'aventure du Christ au XXe siècle mais sans rien changer au contexte. Le récit s'est inspiré de la pièce de théâtre, Barabbas écrite en 1928 par le dramaturge belge Michel de Ghelderode.

## Édition
Publié chez Denoël, le dépôt légal date du 4ème trimestre 1957. La première édition sort des presses en septembre 1957.